# شارژپوینت
شارژپوینت (انگلیسی: ChargePoint) شرکت خودروسازی آمریکایی است، که در سال ۲۰۰۷ تأسیس شد.